# 99891 Donwells
99891 Donwells è un asteroide della fascia principale. Scoperto nel 2002, presenta un'orbita caratterizzata da un semiasse maggiore pari a 3,0608767 UA e da un'eccentricità di 0,0482614, inclinata di 4,96250° rispetto all'eclittica.
L'asteroide è dedicato all'astronomo statunitense Don J. Wells.